# Bulahivka, Korosten
Bulahivka (în ucraineană Булахівка) este un sat în comuna Didkovîci din raionul Korosten, regiunea Jîtomîr, Ucraina.

## Demografie
Componența lingvistică a localității Bulahivka
     Ucraineană (100%)
Conform recensământului din 2001, toată populația localității Bulahivka era vorbitoare de ucraineană (100%).